# Laxisme
Laxisme was een stroming in de katholieke moraaltheologie van de 17de eeuw volgens welke een (zeer) zwak argument voor het niet van gelding of toepassing zijn van een bepaalde norm of verplichting reeds voldoende is om er zich in geweten van ontslagen te achten. Zij werd fel bestreden door de jansenisten en met name door Pascal. Een aantal stellingen werd door paus Innocentius XI veroordeeld in 1679.